# Noor (Marschflugkörper)

Start eines Noor-Flugkörpers

Noor ist ein Mittelstrecken-Antischiffs-Marschflugkörper des Iran. Der Marschflugkörper ist grundsätzlich ein Nachbau der chinesischen C-802, einer Exportvariante des China Haiying Electromechanical Technology Academy Yingji-82-(YJ-82)-Seezielflugkörpers.

## Ursprung
Nach dem Golfkrieg 1991 bestellte die iranische Marine in China 150 Seezielflugkörper des Typs C-802. Die C-802 bzw. die YJ-82 wiederum ist ein 1985 in China auf Basis der AM.39 Exocet entwickelter Seezielflugkörper. Nachdem bis 1996 bereits 60 Stück ausgeliefert waren, stellte China weitere Lieferungen aufgrund starken amerikanischen Druckes ein. Nach iranischen Angaben soll daraufhin ein Nachbau der C-802 erfolgt sein. Die Kopie wurde nun „Noor“ (persisch für Licht) genannt. Bei Medienberichten über das iranische Militärmanöver Velayat-90 am 2. Januar 2012 in der Straße von Hormus wurden Bilder der startenden Noor-Marschflugkörper fälschlicherweise häufig als Langstreckenraketen bezeichnet.

## Varianten
Je nach Version weist der Marschflugkörper eine Reichweite von 120 km auf, die nach iranischen Angaben in Eigenentwicklung auf 200 km gesteigert wurde. Der Flugkörper (FK) basiert auf dem chinesischen C-802-Marschflugkörper. Nach eigenen Angaben ist der Iran in der Lage, den Marschflugkörper selbst herzustellen und bietet eine Ausführung für den Export an.
- Basisvariante Noor: Die wegen des Embargos kopierte C-802-Lenkwaffe ist ein luftgestützter Seezielflugkörper mit einer nominalen Reichweite von 30 km.
- Noor Phase 2: Nach iranischen Angaben soll diese verbesserte Kopie der C-802 mit einem Triebwerk zu einem Marschflugkörper mit einer nominalen Reichweite von 130 km nachgerüstet worden sein.
- Noor Phase 3: Diese wiederum verbesserte und verlängerte Variante soll eine nominale Reichweite von 170 km haben.
- Noor Phase 4: Eine mit modernerer Elektronik und Rechnern ausgerüstete Variante.
- Qader: Die wiederum verlängerte Variante soll dank zusätzlichem Treibstoff über eine nominale Reichweite von 200 km verfügen.
- Noor Exportvariante: Diese für den Export offerierte Variante soll über eine Reichweite von 120 km verfügen.

## Einsatz
Während des Libanonkrieges 2006 wurde eine israelische Korvette der Sa'ar-5-Klasse mit zwei Noor-Flugkörpern beschossen, wobei eine oberhalb der Wasserlinie einschlug und dem Schiff schwere Schäden zufügte. Nach israelischen Angaben soll das automatische Raketenabwehrsystem zum Zeitpunkt des Angriffs abgeschaltet gewesen sein, da man von keinen Seezielflugkörpern im Libanon ausging.
Am 11. Mai 2020 wurde ein Noor-Seezielflugkörper während eines Manövers im Golf von Oman von der Jamaran, einem Schiff der Moudsch-Klasse, aus gestartet. Dabei kam es zu einem Friendly-fire-Vorfall, als der iranische Versorger Konarak getroffen und schwer beschädigt wurde. Die iranische Marine gab an, dass dabei 19 Besatzungsmitglieder den Tod fanden und mindestens 15 weitere verletzt wurden.

## Trägerplattformen

### Schiffe
- Moudsch-Klasse, Fregatte
- Alvand-Klasse, Fregatte

### Kampfflugzeuge
- Suchoi Su-24M
- McDonnell F-4

## Technische Daten
| Kenngröße         | Daten der Noor |
| ----------------- | --- |
| Hauptfunktion:    | taktische Anti-Schiff-Lenkwaffe |
| Länge:            | 6,4 m |
| Startgewicht:     | ca. 715 kg (Basisvariante) |
| Geschwindigkeit:  | 1.110 km/h (Mach 0.9) |
| Reichweite:       | 30 bis 200 km (je nach Variante) |
| Lenkung:          | Trägheitsnavigationsmodul, gekoppelt mit einem aktiven Radar für den Endanflug (DM-3B-Monopulsradar und bei Quader ein Millimeterwellenradar). |
| Gefechtskopf:     | 165 kg hochexplosiver teils panzerbrechender Gefechtskopf mit Kontaktzünder oder verzögerter Zündung                                           |
| Zündung:          | Annäherungs- oder Verzögerungszünder |
| Indienststellung: | 2000 bei der iranischen Luftwaffe |

## Nutzer
- Iran
- Syrien, ab 2006 bestellt, bis 2011 ausgeliefert[8]